# Origny-le-Roux

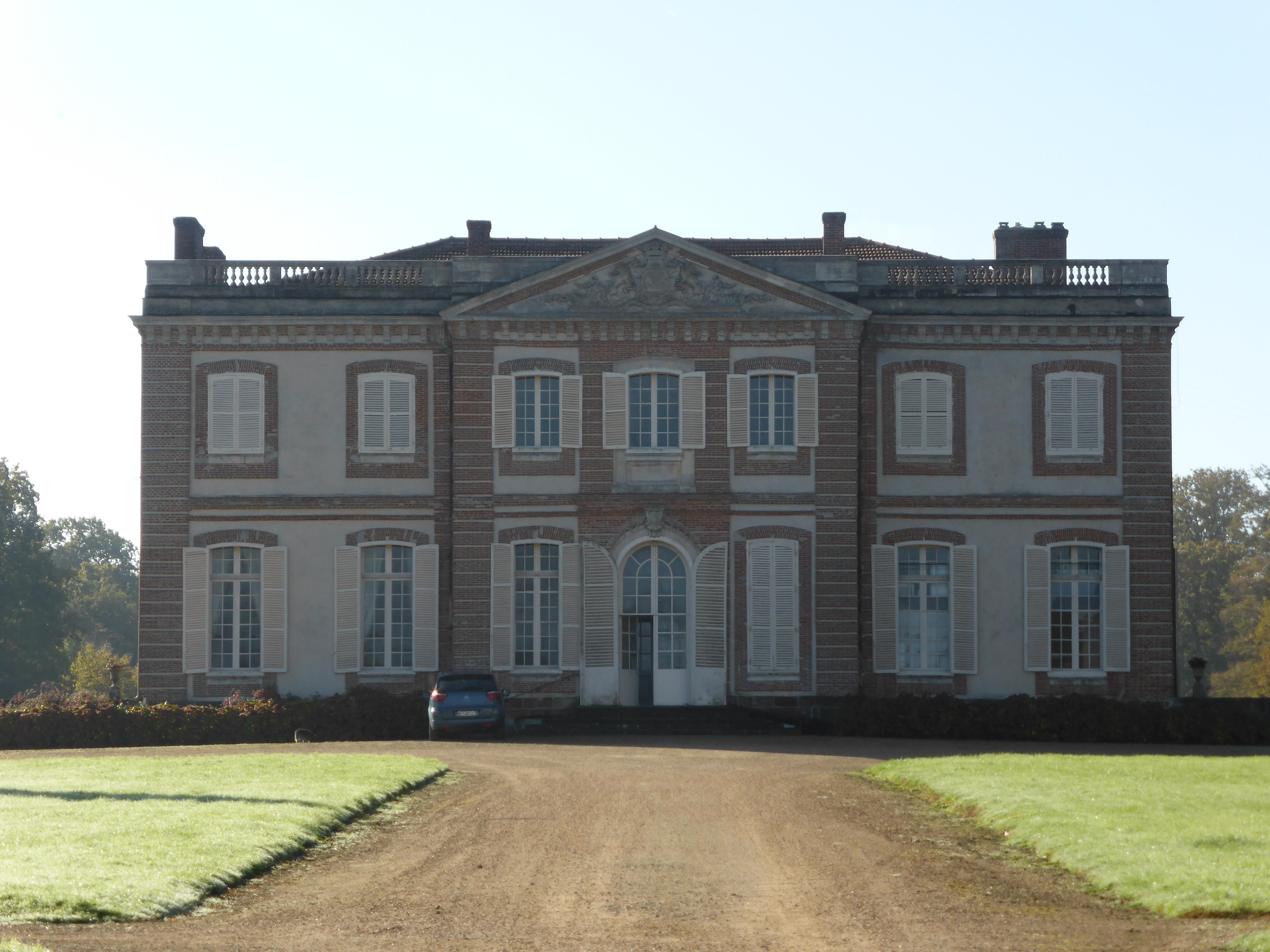
Kasteel

Origny-le-Roux is een gemeente in het Franse departement Orne (regio Normandië) en telt 268 inwoners (2004). De plaats maakt deel uit van het arrondissement Mortagne-au-Perche.

## Geografie
De oppervlakte van Origny-le-Roux bedraagt 14,0 km², de bevolkingsdichtheid is 19,1 inwoners per km².
De onderstaande kaart toont de ligging van Origny-le-Roux met de belangrijkste infrastructuur en aangrenzende gemeenten.

## Demografie
Onderstaande figuur toont het verloop van het inwonertal (bron: INSEE-tellingen).